# Ausson
Ausson is een gemeente in het Franse departement Haute-Garonne (regio Occitanie) en telt 547 inwoners (2005). De plaats maakt deel uit van het arrondissement Saint-Gaudens.

## Geografie
De oppervlakte van Ausson bedraagt 4,4 km², de bevolkingsdichtheid is 124,3 inwoners per km².
De onderstaande kaart toont de ligging van Ausson met de belangrijkste infrastructuur en aangrenzende gemeenten.

## Demografie
Onderstaande figuur toont het verloop van het inwonertal (bron: INSEE-tellingen).